# Teucholabis myersi
Teucholabis myersi är en tvåvingeart som beskrevs av Alexander 1926. Teucholabis myersi ingår i släktet Teucholabis och familjen småharkrankar. Inga underarter finns listade i Catalogue of Life.